# Moonfog Productions
Moonfog Productions es una discográfica noruega fundada por el vocalista/guitarrista/bajista/teclista de Satyricon, Satyr y Tormod Opedal. La fecha exacta de su creación es desconocida pero debió de ser en 1993, el año en que Satyricon publicó su álbum debut. La discográfica está especializada en bandas de black metal.
En el año 2001, Moonfog.com ganó el Premio Alarm a la mejor web musical.

## Artistas
- Darkthrone
- DHG
- Disiplin
- Eibon
- Gehenna
- Isengard
- Khold
- Neptune Towers
- Satyricon
- Storm
- Thorns
- Wongraven